# Appendix Probi

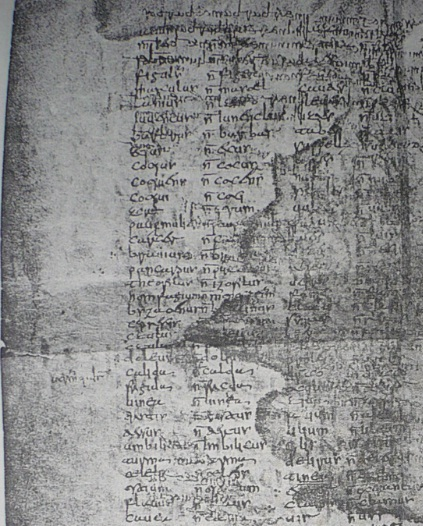

L'Appendix Probi és un palimpsest afegit a Instituta Artium, obra escrita en el segle iii  o segle iv. Aquest text sobreviu únicament en un manuscrit del segle vii  o segle viii. En el passat, es va atribuir a Marc Valeri Probe, però actualment se'n descarta l'autoria.
L'Appendix conté una llista d'errades comunes presents al llatí escrit del seu temps. Entre aquestes es poden observar tendències de la gramàtica i pronunciació del vernacle contemporani, encaminat a convertir-se en els diversos idiomes romanços. Les correccions de l'autor presenten una pista de com el llatí anava evolucionant en aquell temps. Per exemple, la correcció PASSIM NON PASSI ("passim, no passi") o NVMQVAM NON NVMQVA ("numquam, no numqua") li diu al lector que la paraula s'ha d'escriure amb una M al final. El fet que aquest fos un error comú suggereix que la M no representava ja cap so. En alguns casos, el document recomana escriure les paraules en una forma que no era usual al llatí clàssic, com per exemple AMFORA NON AMPORA ("amfora, no ampora") recomana usar una F, però aquesta paraula s'escrivia normalment amb PH: AMPHORA.

## Fenòmens visibles en les correccions ortogràfiques
El format de les correccions és "(forma correcta) no (forma incorrecta)".

### Síncope
- speculum non speclum
- masculus non masclus
- uernaculus non uernaclus
- angulus non anglus
- uetulus non ueclus
- uitulus non uiclus
- articulus non articlus
- oculus non oclus
- calida non calda
- uiridis non uirdis

### Desenvolupament de laioda partir de vocals anteriors enhiat
- uinea non uinia
- cauea non cauia
- lancea non lancia
- ostium non osteum
- lilium non lileum
- alium non aleum
- tolonium non toloneum

### Canvi de /ŭ/ a [o]
- columna non colomna
- turma non torma
- coluber non colober

### Reducció de la pretònica /au̯/ a [o]
- auris non oricla

### Caiguda de la /m/ final
- pridem non pride
- olim non oli
- idem non ide
- nunquam non nunqua
- passim non passi

### Pèrdua de la /h/
- adhuc non aduc
- hostiae non ostiae

### Reducció de /-ns-/ a /-s-/
- mensa non mesa
- ansa non asa
- formosus non formunsus
- hercules non herculens
- occasio non occansio

### Pèrdua intervocàlica /β/ abans d'una vocal posterior
- riuus non rius
- flauus non flaus
- auus non aus
- pauor non paor

### Confusió de /b/ per /β/
- baculus non uaclus
- brauium non brabium
- alueus non albeus
- plebs non pleuis
- uapulo non baplo

### Confusió de tons simples i geminats
- camera non cammara
- garrulus non garulus
- basilica non bassilica
- aqua non acqua
- draco non dracco

### Eliminació de substantius imparisíl·labs
- grus non gruis
- pecten non pectinis
- glis non glirus

### Adaptació d'adjectius de 3adeclinacióa primera classe
- tristis non tristus
- pauper mulier non paupera mulier
- acre non acrum
- ipse non ipsus

### Adaptació de substantius femenins de 4a declinació a 1a declinació
- nurus non nura
- socrus non socra

### Adaptació de femenins de la 3a/4a decl. a la 1a decl. mitjançant sufix diminutiu
- auris non oricla
- fax non facla
- neptis non nepticla
- anus non anucla

### Adaptació del plural neutre a la primera declinació
- uico castrorum non uico castrae

### Eliminació de l'ablatiu
- nobiscum non noscum
- uobiscum non uoscum

### Alteració del nominatiu-es(en la tercera declinació) per-is
- cautes non cautis
- tabes non tabis
- uates non uatis
- uulpes non uulpis
- fames non famis
- seus non sedis

### Reducció de les terminacions-esi-isa-s
- orbis non orbs
- nubes non nubs

### Pèrdua de laflexiómasculina -us
- figulus non figel
- masculus non mascel
- barbarus non barbar

### Metàtesi,assimilació,dissimilació, etc.
- persica non pessica
- iuniperus non ieniperus
- grundio non grunnio
- sibilus non sifilus
- pegma non peuma
- coqus non cocus
- coquens non cocens
- coqui non coci